# Was soll ich aus dir machen, Ephraim, BWV 89

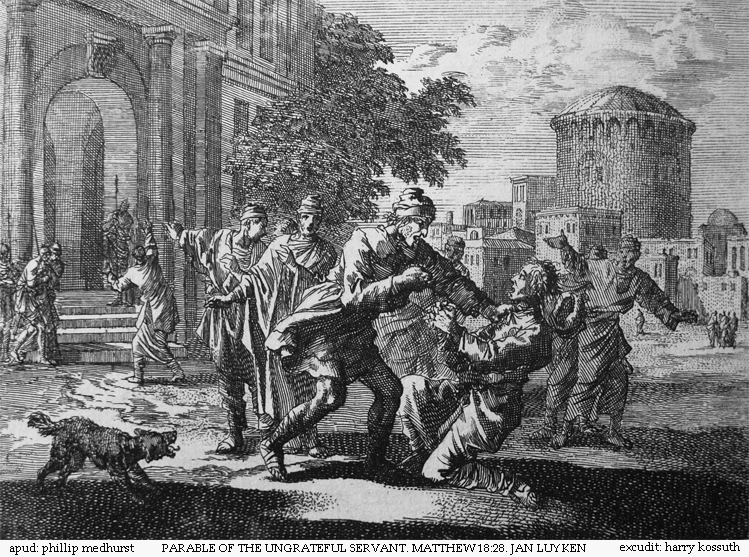
El sirviente sin piedad de Jan Luyken, Biblia de Bowyer.

Was soll ich aus dir machen, Ephraim, BWV 89 (¿Qué haré contigo, Efraín?) es una cantata de iglesia escrita por Johann Sebastian Bach en Leipzig para el vigésimo segundo domingo después de la Trinidad y estrenada el 24 de octubre de 1723.

## Historia
Bach compuso esta obra durante su primer año como Thomaskantor en Leipzig para el vigésimo segundo domingo después de la Trinidad. Forma parte de su primer ciclo anual de cantatas. La cantata fue interpretada por primera vez el 24 de octubre de 1723.

## Análisis

### Texto
Las lecturas establecidas para ese día eran de la epístola a los filipenses, agradecimiento y oración para la congregación de Filipos (Filipenses 1:3-11), y del evangelio según San Mateo, la parábola del sirviente sin piedad (Mateo 18:23-35).
El poeta desconocido hizo hincapié en los extremos opuestos del evangelio, la justicia divina en contraposición con los hombres injustos. El texto comienza con una cita relacionada del profeta Oseas, Oseas 11:8. Los dos movimientos siguientes, recitativo y aria, reflejan la condición pecadora del hombre, otro conjunto de recitativo y aria trata sobre la misericordia de Dios. El coral de cierre es la séptima estrofa de "Wo soll ich fliehen hin" escrito por Johann Heermann en 1630, que Bach utilizaría completo un año más tarde en su cantata coral Wo soll ich fliehen hin, BWV 5.

### Instrumentación
La obra está escrita para tres voces solistas (soprano, alto y bajo), un coro  a cuatro voces; trompa, dos oboes, dos violines, viola y bajo continuo.

### Estructura
Consta de seis movimientos.
1. Aria (bajo): Was soll ich aus dir machen, Ephraim
2. Recitativo (alto): Ja, freilich sollte Gott
3. Aria (alto): Ein unbarmherziges Gerichte
4. Recitativo (soprano): Wohlan! mein Herze legt
5. Aria (soprano): Gerechter Gott, ach, rechnest du
6. Coral: Mir mangelt zwar sehr viel

La cantata está orquestada como música de cámara. Únicamente el coral está escrito para cuatro voces; la voz de alto canta sobre el pecado del hombre, la soprano sobre la gracia de Dios y el bajo es la voz de Dios en el movimiento inicial. En algunas copias de las partes, el movimiento aparece marcado como aria pero se desconoce si dicha indicación fue autorizada por Bach. En cuanto a la forma presenta algunas características de un aria como un ritornello que abre el movimiento y enmarca las secciones de texto. Pero también presenta algunos aspectos de arioso, como por ejemplo la libre disposición de las secciones. La última sección, que habla de meine Barmherzigkeit ist zu brünstig (la muy ferviente misericordia de Dios) es insertada en el ritornello, y después el ritornello se repite una vez más. Un motivo del ritornello es similar a uno que aparece en el coro Lasset uns den nicht zerteilen de la Pasión según San Juan, BWV 245 de Bach y en ambos casos contribuye a ilustrar indecisión. Los tres movimientos siguientes, dos recitativos y una expresiva aria, son acompañados solamente por el continuo. La última aria también va acompañada por un oboe obbligato. El coral de cierre es un arreglo a cuatro voces. La melodía cantada por la soprano es doblada por la trompa, los oboes y el primer violín.

## Discografía selecta
De esta pieza se han realizado una serie de grabaciones entre las que destacan las siguientes.
- 1969 – J.S. Bach: Kantaten BWV 89, 90 & 161, Jaap Schröder, Junge Kantorei, Concerto Amsterdam, Sheila Armstrong, Helen Watts, Max van Egmond (Telefunken)
- 1977 – Die Bach Kantate Vol. 56 BWV 109, 38, 89. Helmuth Rilling, Gächinger Kantorei, Bach-Collegium Stuttgart, Arleen Augér, Helen Watts, Philippe Huttenlocher (Hänssler)
- 1979 – J.S. Bach: Das Kantatenwerk Vol. 5. Gustav Leonhardt, Knabenchor Hannover, Leonhardt-Consort, solista del Knabenchor Hannover, Paul Esswood, Max van Egmond (Telefunken)
- 1998 – J.S. Bach: Complete Cantatas Vol. 8. Ton Koopman, Amsterdam Baroque Orchestra & Choir, Dorothea Röschmann, Bogna Bartosz, Klaus Mertens (Antoine Marchand)
- 2000 – Bach Edition Vol. 15: Cantatas Vol. 8. Pieter Jan Leusink, Holland Boys Choir, Netherlands Bach Collegium, Ruth Holton, Sytse Buwalda, Bas Ramselaar (Brilliant Classics)
- 2000 – Bach Cantatas Vol. 12. John Eliot Gardiner, Monteverdi Choir, English Baroque Soloists, Joanne Lunn, Robin Tyson, Peter Harvey (Soli Deo Gloria)
- 2000 – J.S. Bach: Cantatas Vol. 14 BWV 48, 89, 109, 148. Masaaki Suzuki, Bach Collegium Japan, Midori Suzuki, Robin Blaze, Chiyuki Urano (BIS)